# Timothy S. Leatherman
Timothy S. Leatherman (born June 7, 1948) is an American businessman, and the founder and Shareholder of Leatherman Tool Group, Inc..
Leatherman es va graduar a la Universitat Estatal d'Oregon el 1970 amb una llicenciatura en enginyeria mecànica. Segons un article de The Oregonian, «Leatherman va tenir la idea d'un 'ganivet escolta amb alicates' durant un viatge en cotxe per Europa amb la seva dona el 1975, quan no va poder utilitzar la seva navalla de butxaca per arreglar el seu cotxe, que repetidament fallava».
Continuant amb la seva idea va passar un temps perfeccionant el disseny inicial fins que va aconseguir una patent per a la primera eina Leatherman el 1980. A continuació va passar els següents anys intentant comercialitzar el seu producte a grans empreses amb personal tècnic, com ara AT&T, però no va tenir èxit. Tanmateix, l'eina va acabar guanyant popularitat a través dels catàlegs de venda per correu.